# Лян Сяошэн
Лян Сяошэ́н (кит. трад. 梁曉聲, упр. 梁晓声, пиньинь Liáng Xiǎoshēng; (настоящее имя Лян Шаошэн, Liáng Shàoshēng , 梁晓生) род. 22 сентября 1949, Хэйлунцзян, Харбин) — китайский сценарист и писатель. Лян также является членом Союза китайских писателей. На данный момент проживает в Пекине и работает в Пекинском университете языка и культуры по специальности — китайский язык и литература. Его произведения были переведены на несколько языков мира: английский, французский, японский, русский и итальянский языки.

## Биография
В 1968 году, окончив старшую школу, (также, как и большинство китайской молодёжи после основания Китайской Народной Республики), был отправлен на сельскохозяйственные работы в «Большую северную пустыню» (кит. упр. 北大荒, пиньинь Běi Dà Huāng) — расположенную в провинции Хэйлунцзян и на Сунгарийской равнине.
В 1974 году поступил в университет Фудань. После выпуска в 1977 году, получил распределение в Пекинскую киностудию в качестве сценариста. Этим же годом датируются его первые прозаические опыты.
Источником вдохновения для Сяошена являлся опыт, пережитый вместе с остальной китайской молодёжью в 60-х — 70-х годах XX века на сельско-хозяйственных работах на севере Китая.
Одними из первых его произведений были: «Это удивительная земля», «Сегодня вечером будет пурга», «Доброту учителя не забыть», «Годичное кольцо», «Образованная молодёжь» и т. д.
В 2015 году написал две книги: «Наша эпоха и общество» и «Я верю в будущее Китая».
Рассказ Лян Сяошэна — «Образованная молодёжь» является одним из самых первых произведений, написанным писателем. Эта повесть наполнена особым духом героизма, идеализма и энтузиазма. «Образованная молодёжь» повествует об очень непростом периоде в истории Китая. Сюжет разворачивается на севере Китая, где герои принимают участие в сельскохозяйственных работах. Рассказ написан достоверно, на основе личного опыта автора, но Лян никогда не жалел о том, что молодость была самым тяжёлым периодом в его жизни. Лян Сяошэн отличается от большинства других писателей интересом, который он проявляет к повседневной жизни простого рабочего народа, так как сам автор является выходцем из рабочей среды.

## Произведения
- «Отец» (父亲)
- «Бог смерти» (死神)
- «Сегодня вечером будет пурга» (今夜有暴风雪)
- «Цивилизованный мир» (人间烟火)
- «Плавающий город» (浮城)
- «Исповедь бывшего Хунвэйбина» (一个红卫兵的自白) — переведена на русский язык
- «Из университета Фудань в Пекинскую киностудию» (从复旦到北影)
- «Страх» (恐惧)
- «Исчезнуть»(泯灭)
- «Наша эпоха и общество» (我们的时代与社会)
- «Я верю в будущее Китая» (我相信中国的未来)
- «Это удивительная земля» (这是一片神奇的土地)
- «Доброту учителя не забыть» (师恩难忘)
- «Годичное кольцо» (年轮)
- «Образованная молодёжь» (知青)